# Preveza (Regionalbezirk)
Der Regionalbezirk Preveza (griechisch Περιφερειακή Ενότητα  Πρέβεζας Periferiakí Enótita Prévezas) ist einer der vier Regionalbezirke der griechischen Verwaltungsregion Epirus. Er wurde 1915 als Präfektur gegründet, die bis zur griechischen Verwaltungsreform 2010 bestand. Das seither als Regionalbezirk weiter bestehende Gebiet hat abgesehen von der Sitzzuteilung bei Wahlen keine politische Bedeutung mehr außer als Wahlkreis für das griechische Parlament. Er umfasst die Gemeinden Parga, Preveza und Ziros.

## Geografie
Preveza befindet sich im Westen des griechischen Festlands im Süden vom Epirus. Es wird im Süden durch den Ambrakischen Golf, westlich vom Ionischen Meer begrenzt. Im Osten bildet der Fluss Louros die Grenze zum Gebiet Arta. Nach Norden grenzt die Präfektur Preveza an Thesprotia und an den Regionalbezirk Ioannina. Das Gebiet ist in seinem südlichen Teil dominiert von der Ebene nördlich des Ambrakischen Golfs. Auf der Landzunge im Südwesten, welche sich gegen die Halbinsel von Aktio erstreckt und von dieser nur durch die schmale Preveza-Aktio-Meerenge getrennt wird, liegt die größte Stadt Preveza. Der Nordwesten an der Küste des Ionischen Meeres wird durch bewaldete Hügellandschaften geprägt: Hauptort dieser Region ist die Kleinstadt Parga mit der gleichnamigen Gemeinde. Südöstlich von Parga zwischen der nördlichen Ambrakischen Ebene und dem Ionischen Meer erstrecken sich von Nordwest nach Südost die Bergketten von Zalongo. Nach Nordosten hin tangiert das Gebiet die westlichen Ausläufer des Pindos-Gebirges. Der größte Fluss, vom Grenzfluss Arachthos abgesehen, ist der Louros: er mündet nordöstlich der Stadt Preveza in den Ambrakischen Golf. Östlich der Louros-Mündung erstrecken sich unmittelbar nördlich der Küste des Ambrakischen Golfes ausgedehnte Lagunen (Limnothalasses), die in Summe ein bedeutendes Feuchtbiotop darstellen. Das Gros dieser Lagunen befindet sich jedoch auf dem Gebiet der Präfektur Arta. Im Norden der Präfektur verläuft der Fluss Acheron und bildet über weite Strecken die Grenze zur Präfektur Thesprotia.

## Geschichte
In der Antike gehörte das heutige Präfekturgebiet überwiegend zum Königreich Epirus. Nach der Niederlage von Epirus gegen das Römische Reich übernahmen die Römer sukzessive die Kontrolle über das heutige Präfekturgebiet. Nach der Seeschlacht von Actium (Aktio) wurde in der Nähe der heutigen Präfekturhauptstadt Preveza Nikopolis gegründet. Der rund 50 Kilometer lange Aquädukt von Nikopolis, der sich quer durch das Gebiet des heutigen Bezirks zog, versorgte die antike Stadt mit Wasser.
Mit der Reichsteilung 395 n. Chr. fällt das Gebiet der heutigen Präfektur an das Oströmische, das spätere Byzantinische Reich. Die Byzantiner können bis zum Jahr 1204 im Wesentlichen die heutige Präfektur kontrollieren. Mit der Eroberung Konstantinopels 1204 im Rahmen des Vierten Kreuzzuges und dem nachfolgenden (zeitweiligen) Zerfall des Byzantinischen Staates in Kreuzfahrerstaaten und byzantinisch dominierte Nachfolgestaaten wird das heutige Präfekturgebiet Bestandteil des Despotats Epirus. Diese politische Struktur wird im 14. und 15. Jahrhundert durch das Osmanische Reich abgelöst, welches die Kontrolle über das heutige Präfekturgebiet bis zum Ersten Balkankrieg 1912 behält. Die im Rahmen der Griechischen Revolution 1821 ausgebrochenen Unruhen wurden durch das Osmanische Reich niedergeschlagen. Besondere Bekanntheit erlangten bei diesen Auseinandersetzungen die „tanzenden Frauen von Zalongo.“
In ihrer heutigen Form wurde das Gebiet der Präfektur 1913 nach dem Zweiten Balkankrieg Bestandteil des neugriechischen Staates. Unter griechische Kontrolle kam die Präfektur bereits im Verlauf des Ersten Balkankriegs 1912. In der Schlacht von Pende Pigadia (Πέντε Πηγάδια) am 15. Oktober 1912 auf dem Gebiet der heutigen Gemeinde Filippiada gelang der griechischen Armee die Eroberung des heutigen Präfekturgebietes. Von 1925 bis 1946 gehörte auch die Provinz Lefkada zum Gebiet der Präfektur. Im April 1941 wurde die Präfektur wie das übrige Griechenland von deutschen Truppen im Rahmen des Griechenland- und Jugoslawien-Feldzugs der Wehrmacht erobert. Bis September 1943 wurde das Präfekturgebiet von der italienischen Besatzungsmacht kontrolliert. Nach dem Übertritt Italiens auf die Seite der Alliierten im September 1943 übernahmen die Truppen der Wehrmacht die Kontrolle über das Präfekturgebiet. Im Oktober 1944 zogen sich die deutschen Truppen zurück.

## Wirtschaft
Die wirtschaftlichen Standbeine der Präfektur sind die Landwirtschaft, in Küstenregionen die Fischerei und der Tourismus. Das bedeutendste Touristenzentrum ist die Kleinstadt Parga im Nordwesten der Präfektur am Ionischen Meer.

## Verkehr
Preveza wird von drei Nationalstraßen passiert. Entlang der Küste des Ionischen Meeres von Parga nach Preveza verläuft die gut ausgebaute Nationalstraße 111 (Europastraße 55). In Preveza trifft sie auf die Nationalstraße 21, welche von der Stadt Preveza entlang des Flusses Louros nach Filippiada, der zweitgrößten Stadt der Präfektur. Der südlich der Stadt Preveza verlaufende Abschnitt der Nationalstraße 21 (Europastraße 55) führt durch den 1600 m langen unterseeischen Preveza-Aktio-Tunnel nach Actium (einschließlich Flughafen Aktio) und weiter nach Lefkada. Einen direkten Anschluss an das griechische Autobahnnetz besitzt die Präfektur lediglich in ihrem Nordosten bei Filippiada: dort besteht eine Anschlussstelle an die Autobahn 5. Südlich von Preveza auf der Aktio-Halbinsel wird zukünftig die Autobahn 50 verlaufen, welche Lefkada über Vonitsa mit Amfilochia verbinden wird. Dieses Projekt wurde Anfang 2009 ausgeschrieben.
Die Stadt Preveza ist ein Hafen mit hervorgehobener Bedeutung.
Einen Eisenbahnanschluss hat das Gebiet nicht, ebenso wenig einen internationalen Flughafen. Der auf der Actium-Halbinsel befindliche internationale Flughafen Preveza-Aktio liegt allerdings auf im Gebiet Ätolien-Akarnaniens.
Die ehemaligen Provinzen Nikopolis und Parga wurden 1997 abgeschafft.

## Galerie

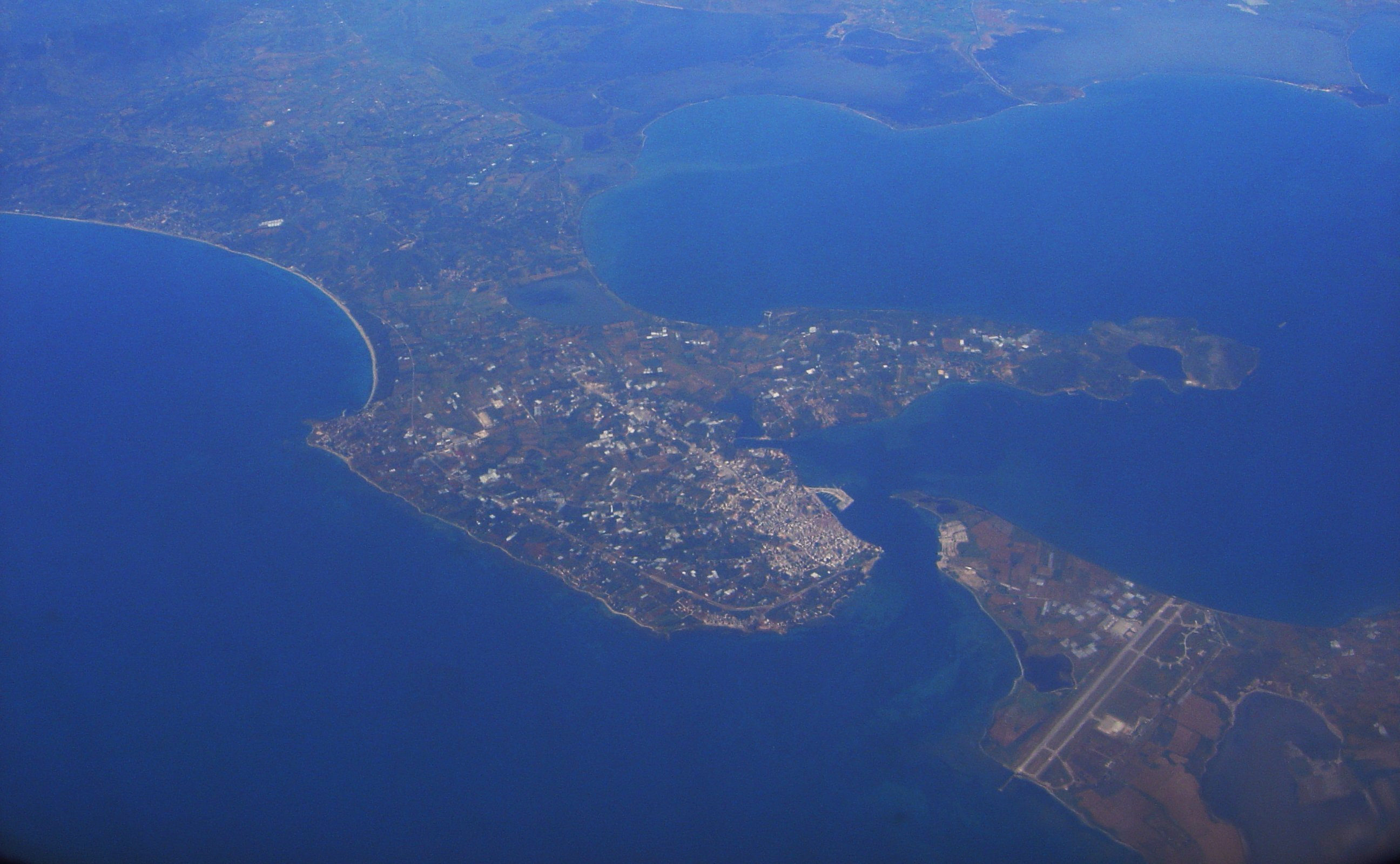
Die Stadt Preveza, die Meerenge Preveza-Aktio und der gleichnamige Flughafen (Luftaufnahme)
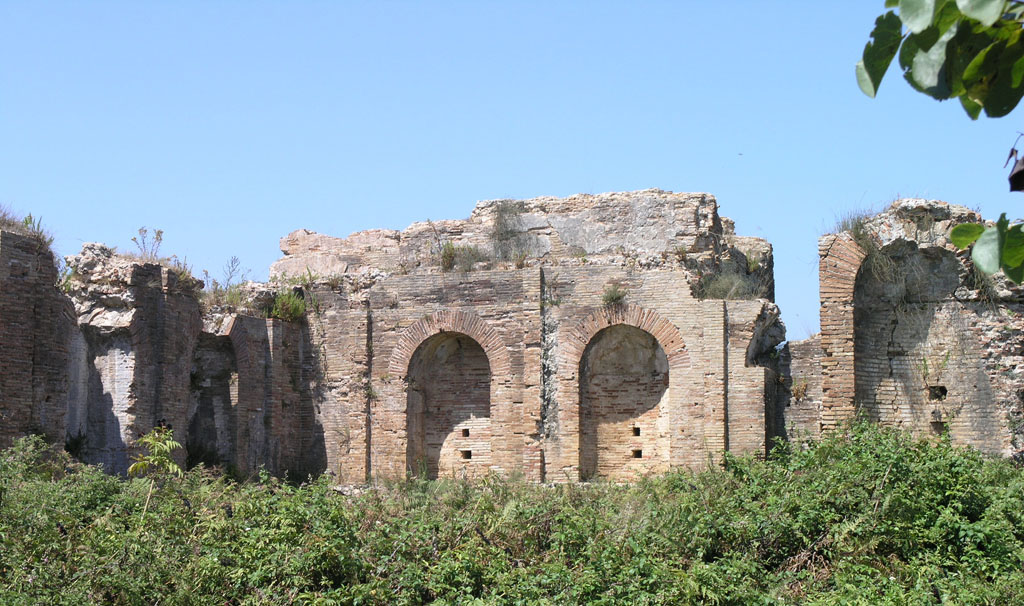
Das Nymphaeum des antiken Nikopolis nördlich der Stadt Preveza
Preveza-Aktio Unterwassertunnel
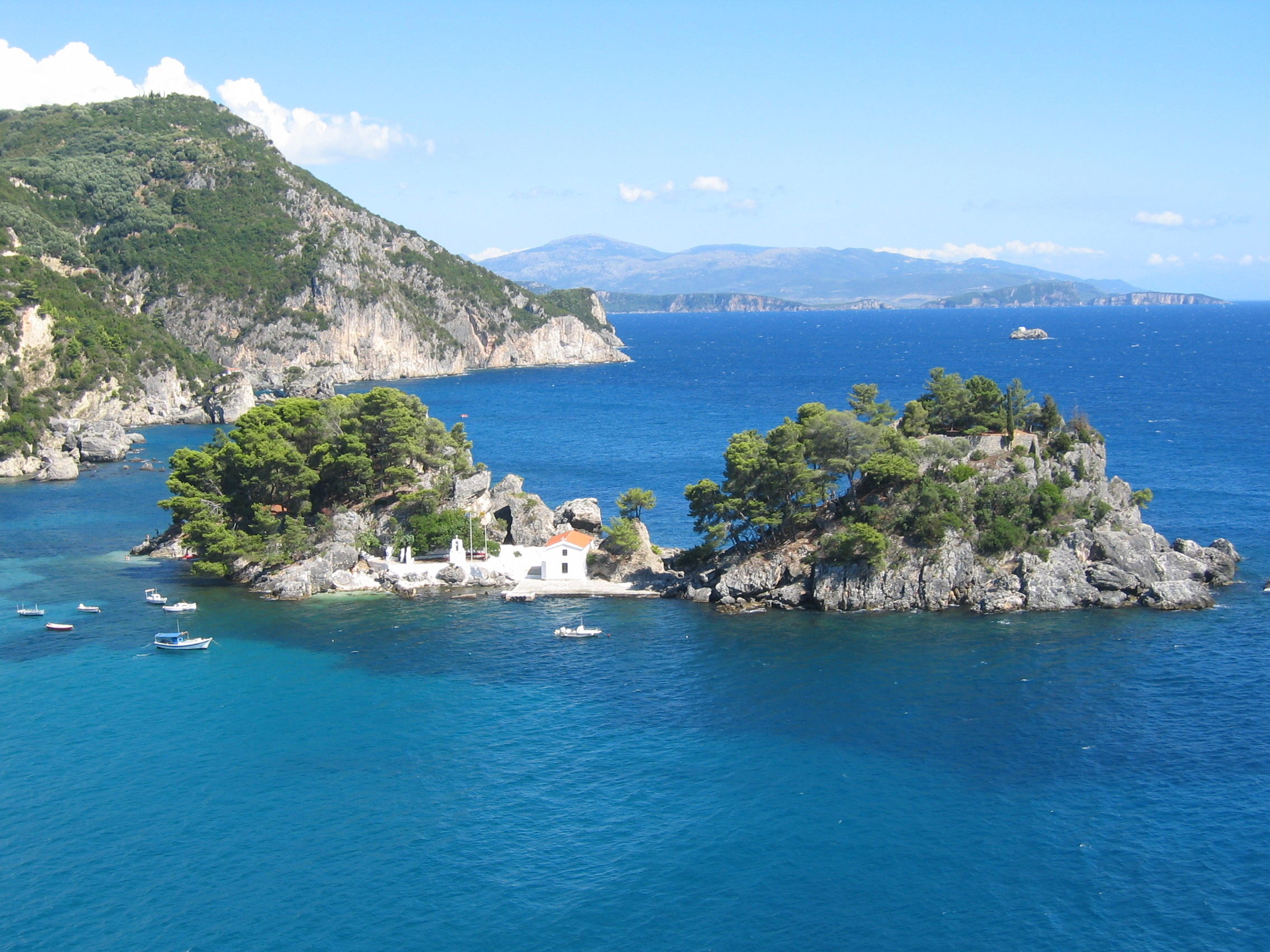
Bucht von Parga